# Dargoleza
Dargoleza is een plaats in het Poolse district  Słupski, woiwodschap Pommeren. De plaats maakt deel uit van de gemeente Główczyce en telt 180 inwoners.